# 恋唄綴り
『恋唄綴り』（こいうたつづり）は、荒木とよひさが作詞、堀内孝雄が作曲した楽曲。1989年に麻生詩織（現：麻生しおり）への提供曲として発表され、1990年に堀内がセルフカバーしたシングルが発売された。

## 麻生詩織のシングル

### 背景
- 麻生詩織のデビューシングルで、テレビ朝日系『はぐれ刑事純情派』（第2シリーズ）の挿入歌に起用された。発売当初は1年で約1万枚の売上にとどまった[1]。
- 後述の堀内のセルフカバー盤がヒットした後、1990年にカップリング曲を「ゆうべの秘密」に変更して再発された。再発盤は発売3か月で5万枚を売り上げた[1]。

### 収録曲
1989年盤
- 全作詞：荒木とよひさ／作曲：堀内孝雄／編曲：川村栄二

1. 恋唄綴り
2. 臆病者

1990年盤
1. 恋唄綴り
作詞：荒木とよひさ／作曲：堀内孝雄／編曲：川村栄二
2. ゆうべの秘密
作詞：タマイチコ／作曲：長沢ロー／編曲：森岡賢一郎・川村栄二

## 堀内孝雄のシングル

### 背景
- テレビ朝日系『はぐれ刑事純情派』（第3シリーズ）エンディングテーマ[3]で、歌詞に番組タイトルの「はぐれ」が含まれていることもあり、2007年スペシャルと、最終回スペシャル（2009年）でも再び起用されている。
- 2009年10月28日、カップリング曲を上記の第16シリーズの主題歌である「河」に変更してシングルが再発された。
- 1990年に放送された『第41回NHK紅白歌合戦』で歌唱された[4]。

### 制作、音楽性
- カップリング曲の「今日も最高やねェ! -浪花に夢の風が吹く-」は、朝日放送創立40周年記念イメージソングで、本作の1か月前（1990年3月25日）にシングルとして「愛染橋」（1979年・山口百恵への提供曲）とのカップリングで関西地区限定発売された。同曲は1990年10月1日、当時朝日放送アナウンサーの宮根誠司と岡元昇がデュエットでシングルを発売した。

### 記録
- オリコンチャートの週間ランキングにて最高5位を記録。また、1990年・1991年の年間ランキングにおいて、2年連続100位以内に入るなど、ロングセールスを記録し、累計で100万枚を売上げた[5]。
- 本楽曲で1990年第21回日本歌謡大賞の大賞、第32回日本レコード大賞の歌謡曲・演歌部門で大賞受賞[2]を獲得したほか、同年の日本有線大賞でも大賞を受賞。日本レコード大賞と日本有線大賞のダブル受賞は、史上4組目の快挙であった。堀内は同年の全日本有線放送大賞でもグランプリを獲得した。

### 収録曲
- 全作詞：荒木とよひさ／作曲：堀内孝雄／編曲：川村栄二

#### 1990年・93年・97年・98年盤
1. 恋唄綴り
2. 今日も最高やねェ! -浪花に夢の風が吹く-
3. 恋唄綴り (オリジナル・カラオケ)[注釈 1]
4. 今日も最高やねェ! -浪花に夢の風が吹く- (オリジナル・カラオケ)[注釈 1]

#### 2009年盤
1. 恋唄綴り
2. 河
3. 恋唄綴り (オリジナル・カラオケ)
4. 河 (オリジナル・カラオケ)

## カバー
- 藤田まこと（2004年、アルバム『はぐれ刑事純情派 主題歌セレクション』[6]に収録）
- 柏原芳恵（2010年、アルバム『アンコール2』に収録）
- 渡哲也（2019年、アルバム『石原裕次郎・渡哲也 プライベート』に収録）
  - 1998年頃に、知人の経営するカラオケスナックで歌ったときの音源が収録されている[7]。